# Bu Bu Sad Live
Bu Bu Sad Live è il primo album dal vivo del gruppo musicale italiano La Rappresentante di Lista, pubblicato il 7 marzo 2017 dalla Garrincha Dischi.

## Descrizione
Contiene una selezione di brani eseguiti durante la prima parte del Bu Bu Sad Live Tour, dove sono stati proposti tutti i brani del secondo album Bu Bu Sad e La rappresentante di Lista, tratto dal primo album (Per la) via di casa.
Nel 2018 la Garrincha Dischi ha ripubblicato il disco all'interno dell'edizione deluxe di Bu Bu Sad, con una lista tracce rivisitata (tra cui la sostituzione di Invisibilmente del concerto di Torino con quello di Brescia) e con l'aggiunta delle reinterpretazioni di ...e la luna bussò di Loredana Bertè e Cumu è sula la strata dei Fratelli Mancuso.

## Tracce
Testi e musiche di Veronica Lucchesi e Dario Mangiaracina.
1. Siamo ospiti (Live a Palermo) – 5:51
2. Mina vagante (Live a Rimini) – 5:49
3. Non mi riconosci (Live a Genova) – 4:09
4. Bora Bora (Live a Roma) – 4:47
5. Invisibilmente Parte 1 (Live a Torino) – 1:42
6. Invisibilmente Parte 2 (Live a Torino) – 3:14
7. Rappresentante di lista (Live a Bari) – 4:38
8. Apriti cielo! (Live a Milano) – 4:17
9. Cosa farò? (Live a Bologna) – 6:10
10. Guardateci tutti (Live a Lamezia Terme) – 5:14
11. Un'isola (Live a Treviso) – 11:25

## Formazione
Gruppo
- Veronica Lucchesi – voce
- Dario Mangiaracina – chitarra, sassofono contralto, cori
- Marta Cannuscio – batteria, cori
- Enrico Lupi – tromba, sintetizzatore, cori
- Erika Lucchesi – sassofono tenore, cori

Produzione
- Ario Carletti – registrazione
- Matteo Romagnoli – missaggio
- Francesco Brini – mastering